# De polska ubåtarna i Mariefred

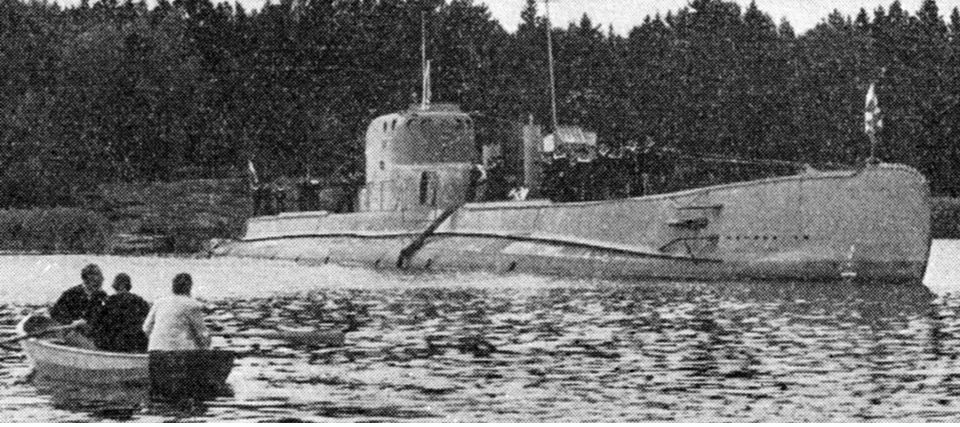
Ubåten ORP Sęp kommer till Sverige i september 1939.

De polska ubåtarna i Mariefred var tre av den polska marinens ubåtar som i andra världskrigets inledning sökte sig till Sverige och som tillsammans med sina besättningar fick invänta krigsslutet i Marielundsfjärden i Mälaren, nära staden Mariefred i Södermanland.

## Ankomst till Sverige
De tre ubåtarna Sęp, Ryś och Żbik kom till Sverige mellan den 17 och 25 september 1939. Sęp och Ryś hade skadats i strid med tyska marinen, medan Żbik läckte på grund av dåligt underhåll. Ubåtarna, som var 78,5 meter långa, var huvuddelen av den fem fartyg stora polska ubåtsflottan vid krigsutbrottet. De övriga två, Orzeł och Wilk, sökte sig till England för reparation.
De tre ubåtarna hade sammanlagt 169 mans besättning som internerades. Ubåtarna fördes först till Vaxholms fästning, där de avväpnades. I oktober 1939 reparerades de tre fartygen vid örlogsvarvet i Stockholm, och de fördes därefter tillbaka i Vaxholm.
Den 16 april 1940, en vecka efter den tyska invasionen av Norge och Danmark, flyttades ubåtarna till Beckholmen i Stockholm. Besättningen inkvarterades i det polska skolfartyget Dar Pomorza, som låg i Stockholm sedan början av september.

## Internering i Mälaren

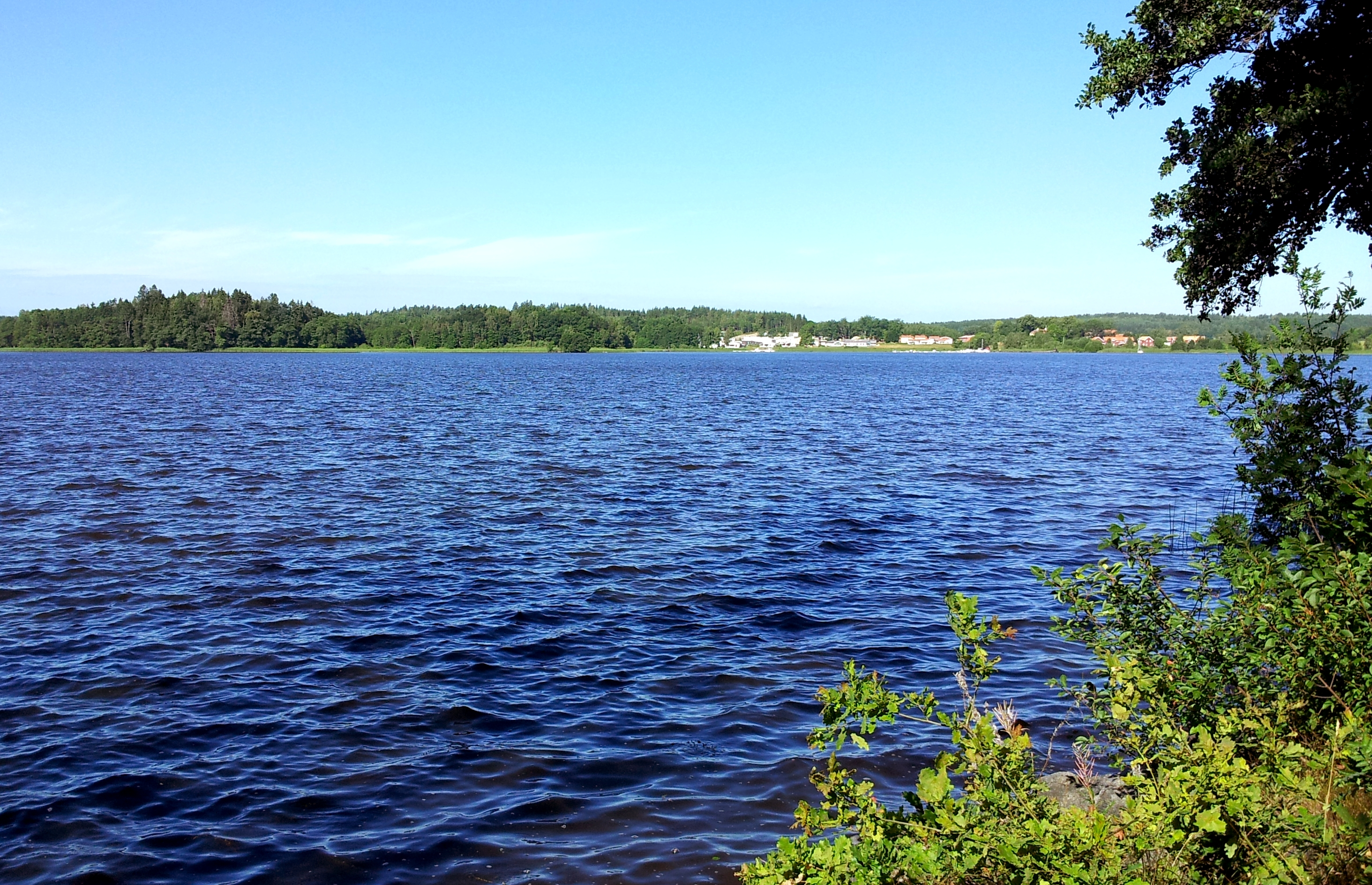
Marielundsviken. Ubåtarna förtöjdes vid holmen strax till vänster om bildens mitt. Besättningens förläggning var vid Marielunds gård, till höger på bilden.

Den 4-6 juni bogserades ubåtarna genom Hammarbyslussen in i Mälaren. Där lades de först vid ön Högholmen, men flyttades den 18 juli till Förskär, vid Taxinge-Näsby. Besättningarna fick bo på två bostadspråmar från första världskriget, Johannes och Cerberus. Officerarna fick bo på passagerarbåten Drottning Sofia.
Under hösten flyttades båtarna och logementpråmarna ytterligare en gång, till Marielundsfjärden i närheten av Läggesta väster om Mariefred. Där låg de först på den östra sidan av viken, vid Hjorthagen. Efter ett par veckor skedde en sista flytt några hundra meter över viken. Ubåtarna lades vid Skallaholmen, medan logementpråmarna Johannes och Cerberus lades på den norra sidan av viken, vid gården Marielund. Officerarna förlades i en villa, Villa Ekbacken, intill gården.
På våren 1943 kunde de polska besättningsmännen flytta in i tre baracker, en för varje ubåt. Ju längre tid som interneringen pågick, desto tätare blev ubåtsmännens kontakter med Mariefred och det svenska samhället. Flera av männen tog arbete utanför lägret, bland annat med skogsavverkning och skördearbete. Det arrangerades teateraktiviteter och ubåtsbesättningarna deltog i det sociala livet i staden.
De tre båtarna låg kvar i Mariefred under hela kriget, med undantag för några veckor under sommaren 1941 då de fördes till Stockholm för undersökning.

## Upplösningen
Interneringslägret vid Mariefred avvecklades efter krigsslutet. Hösten 1945 överlämnades ubåtarna till polska staten. En officer och ungefär hälften av manskapet följde med tillbaka till Polen. Flera av officerarna reste till England, USA och Kanada. Ungefär 75 personer valde att stanna i Sverige, flera av dem i Mariefred. Många av besättningsmännen hade redan under interneringstiden gift sig med kvinnor som de träffat i Mariefred.
Några av besättningsmännen avled under interneringen, och är begravda på Mariefreds kyrkogård.
Historien om de polska ubåtarna i Mariefred har skildrats i ett par böcker och en dokumentärfilm. En av besättningsmännen, Wadek Sloma, donerade sina foton och minnen till Sörmlands museum, där samlingen bevaras.

## Minnesmärken
På Mariefreds kyrkogård finns flera gravar och en minnessten över de polska ubåtsmän som avled under interneringen. Vid Marielunds järnvägsstation, längs museijärnvägen Östra Södermanlands Järnväg, finns en minnessten. Under trafikdagar hissas den svenska och polska flaggan vid stationen.

## Bildgalleri

En svensk matros bevakar de polska ubåtarna Ryś och Sęp i hamnen vid Vaxholm, 1939.
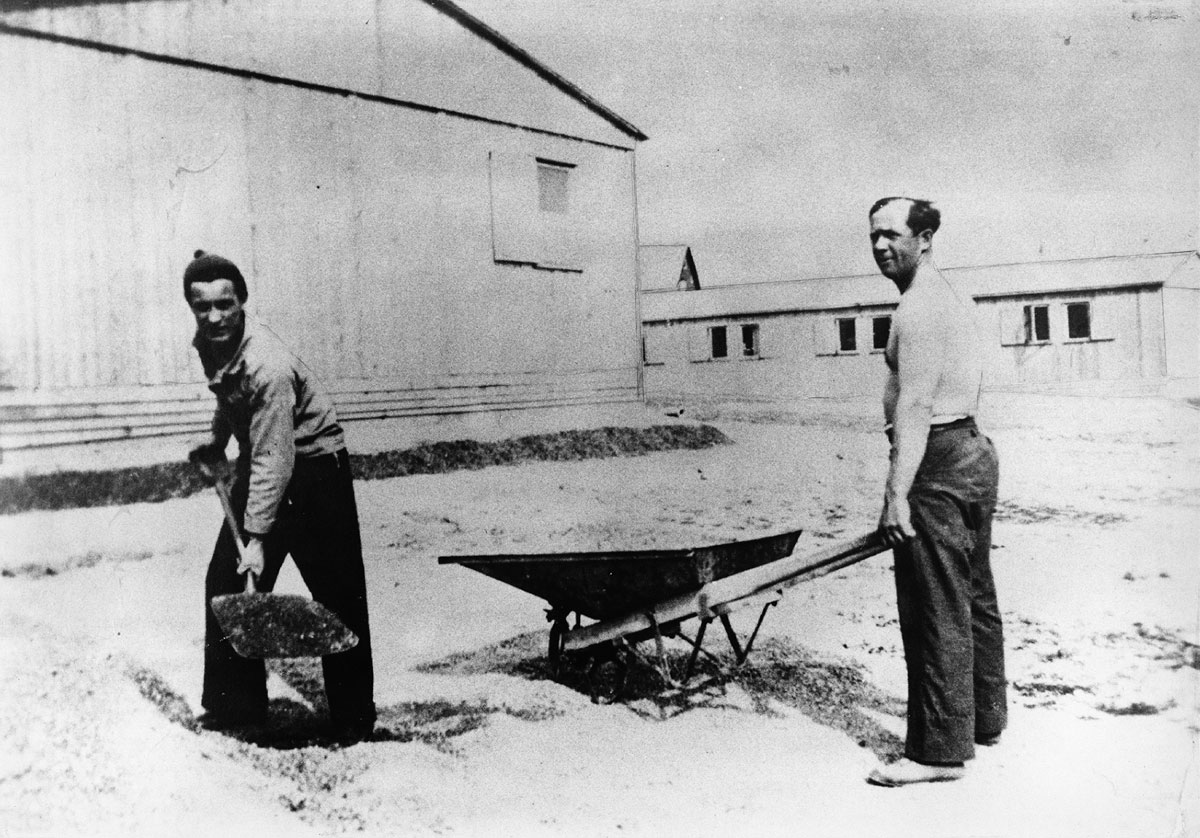
De polska soldaterna bygger bostadsbaracker vid interneringslägret Marielund, 1943.
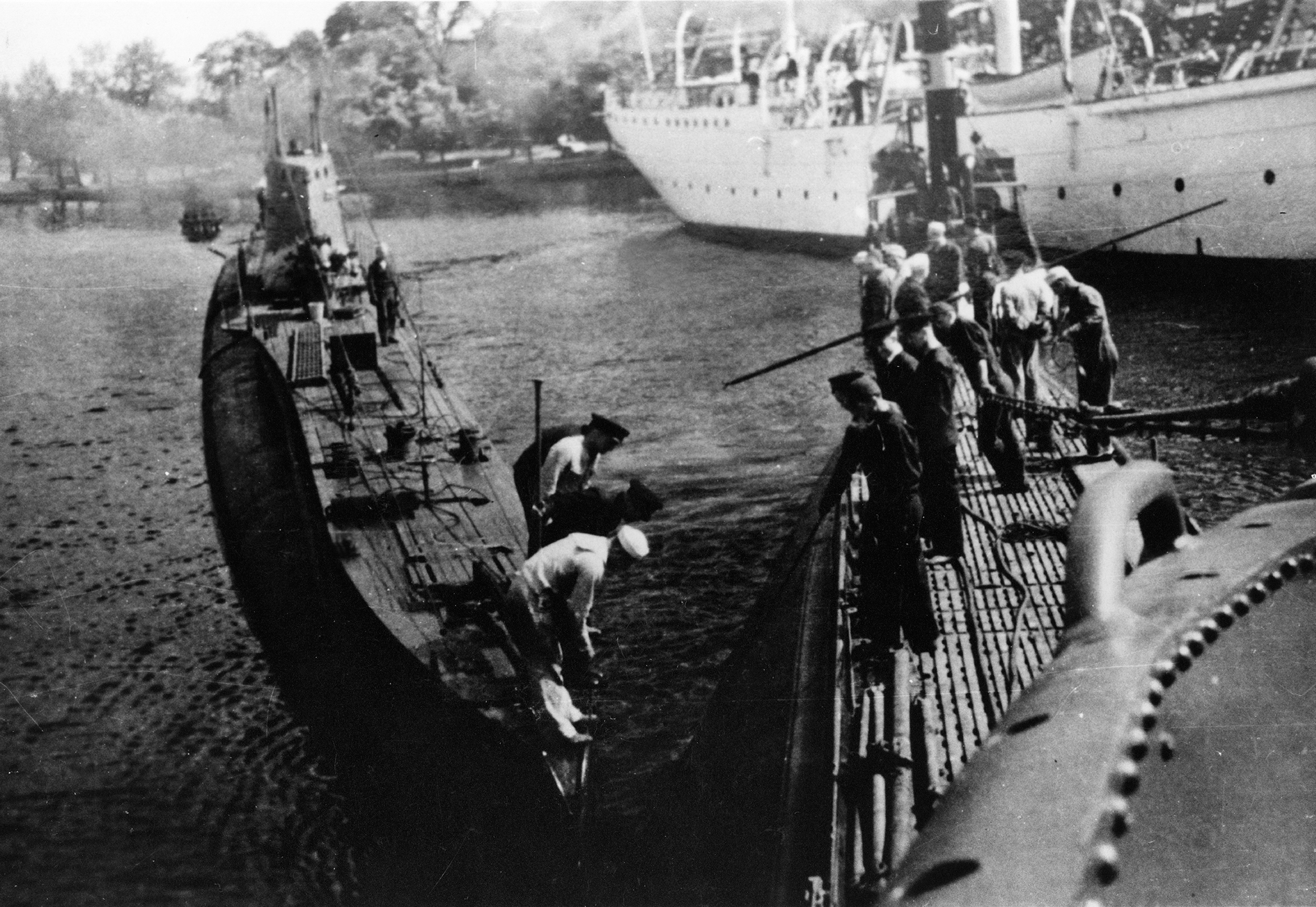
Ubåtarna på väg till Stockholm. I bakgrunden syns segelfartyget Dar Pomorza.
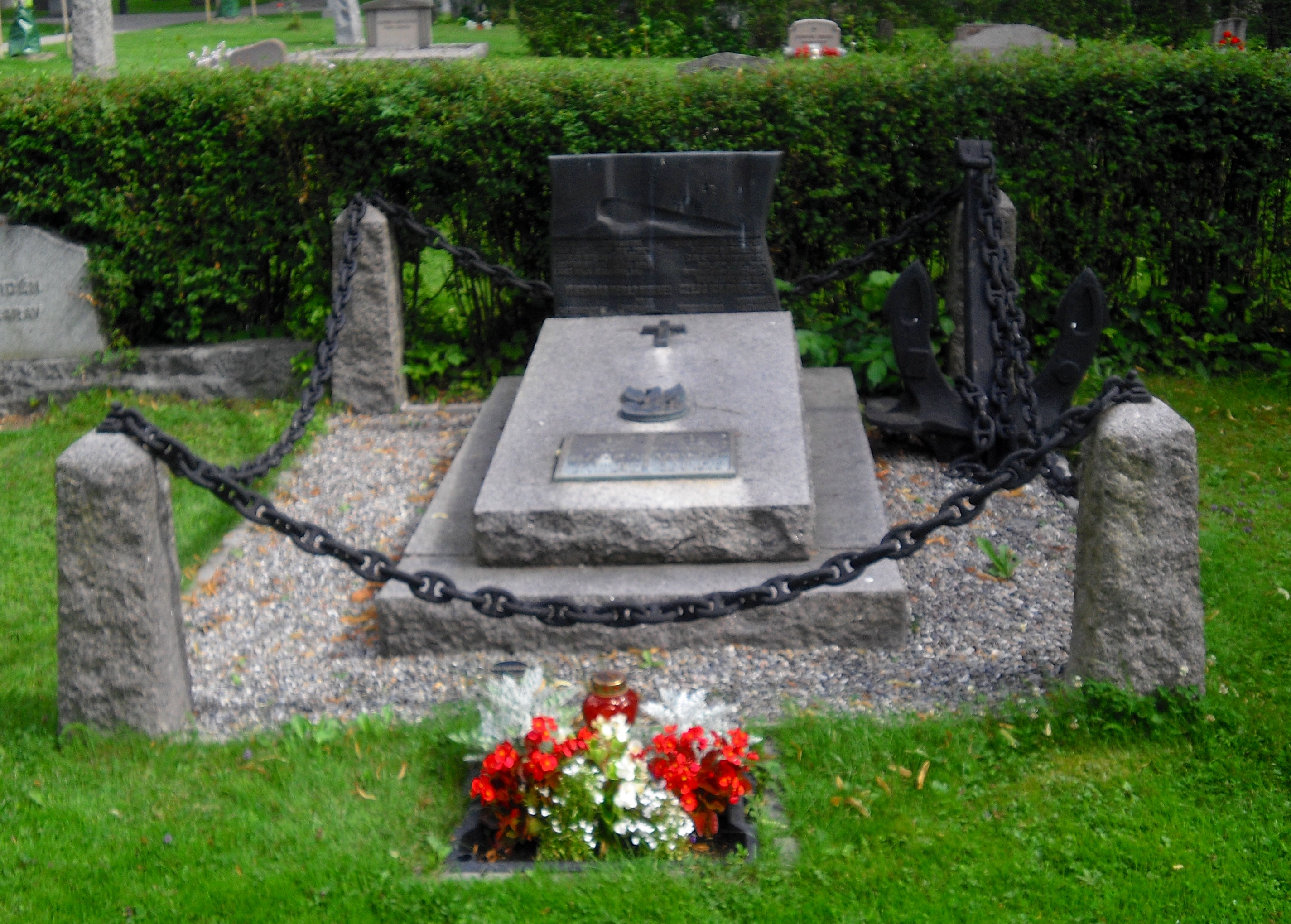
På Mariefreds kyrkogård finns flera gravar och en minnessten över de polska ubåtsmän som avled under interneringen.